# Шайбовка
Ша́йбовка (укр. Шайбівка) — село в Нараевской сельской общине Тернопольского района Тернопольской области Украины.
До 2020 года входило в Бережанский район.
Код КОАТУУ — 6120485103. Население по переписи 2001 года составляло 217 человек.

## Географическое положение
Село Шайбовка находится в 2-х км от села Нараев. Через село проходит автомобильная дорога Т-2007.